# رافیک هاکوبیانتس
رافیک هاکوبی هاکوبیانتس (ارمنی: Ռաֆիկ Հակոբի Հակոբյանց؛ زاده در ۱۱ اوت ۱۹۴۲ - درگذشته ۶ فوریه ۲۰۱۴) یک خواننده سبک اپرا اهل ارمنستان بود.

## زندگی‌نامه
وی در ۱۱ اوت ۱۹۴۲ در باکو به دنیا آمد و بین سال‌های ۱۹۶۲ تا ۱۹۶۷ در کنسرواتوار دولتی کومیتاس ایروان تحصیل نمود. بین سال‌های ۱۹۶۳ تا ۱۹۶۹ در فیلارمونیک ارمنستان، در سال ۱۹۷۰ در تالار اپرای ایروان و در سال ۱۹۹۵  در کنسرواتوار دولتی کومیتاس ایروان فعالیت می‌کرد. وی همچنین برنده جوایزی همچون هنرمند شایسته جمهوری ارمنستان در سال ۲۰۱۳ شد. وی در ۶ فوریه ۲۰۱۴ در سن ۷۱ سالگی در ایروان درگذشت.

## جستارهای ویژه
- فهرست خوانندگان ارمنی
- چهره هنری شایسته جمهوری ارمنستان